# Kadma we-asla

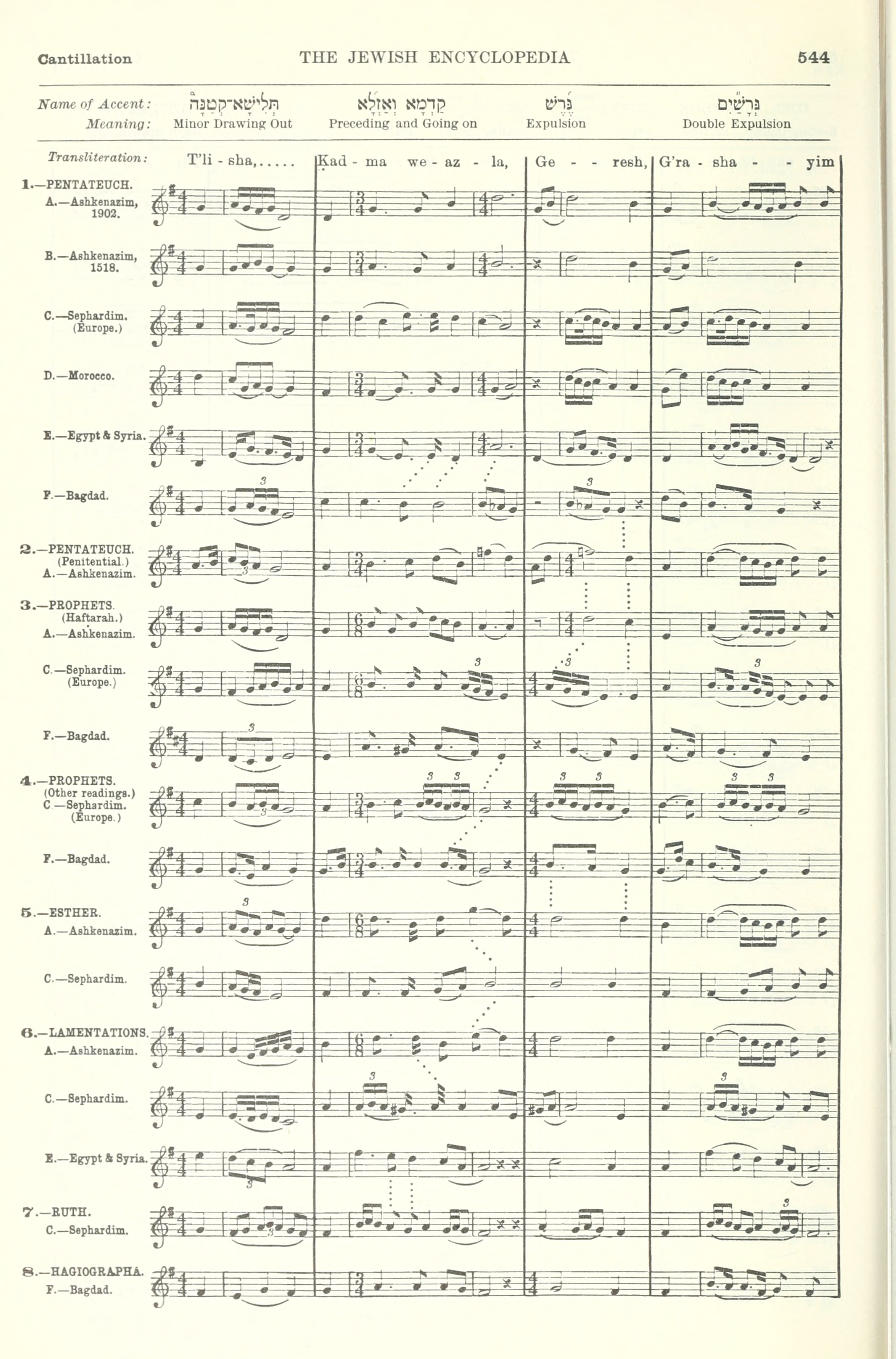
Francis Lyon Cohen: Kadma we-azla. In: The Jewish Encyclopedia 1901–1906. Band III, S. 544

Kadma we-asla ֨ ֜ (aramäisch: קַדְמָ֨א וְאַזְלָ֜א) ist eine Trope (von jiddisch טראָפּ trop) in der jüdischen Liturgie und zählt zu den biblischen Satz-, Betonungs- und Kantillationszeichen Teamim, die im Tanach erscheinen.

## Beschreibung

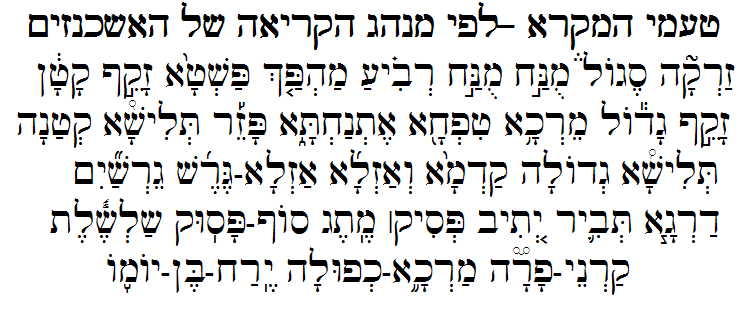
(aschkenasisch)

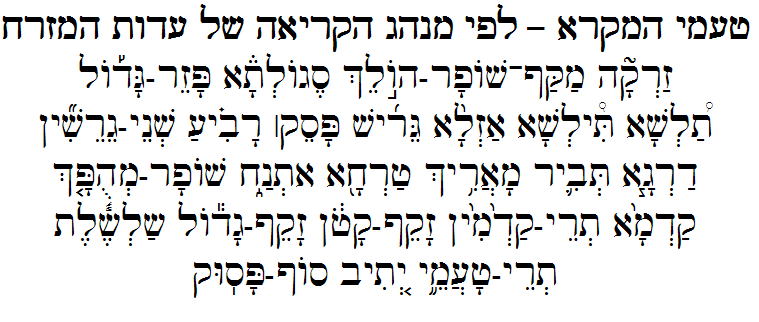
(sephardisch)

In der aschkenasischen Tradition wird die Trope Kadma we-Asla, Qadma we-Azla oder Kadma Azla (aramäisch: קַדְמָ֨א וְאַזְלָ֜א) genannt. In der Jerusalemer bzw. sephardischen Tradition wird sie Azla gerisch (aramäisch: אַזְלָ֨א גְּרִ֜ישׁ) genannt. In der italienischen Tradition wird sie auch Kadma-Geresch (aramäisch: קַדְמָ֨א גֵּ֜רֵשׁ) genannt. Jacobson erwähnt, dass andere Literatur diese Form der Betonung Kadmah azla nennen, er zieht jedoch die Bezeichnung Kadmah geresch vor:

“Since, strictly speaking, only word accented on the next-to-the-last-syllable can be marked with geresh, some books refer to this combination as kadmah azla when the second word is accented on the last syllable. In this book, we do not use the term azla.”

In der jemenitischen Tradition wird sie auch „Aslo tares“ genannt.

### Erscheinen
Kadma we-Asla geht folgenden Zeichen voraus: Mahpach, Tewir und Rewia. Ein Kadma kann auch ohne Asla (Geresch) vor einem Mahpach gefunden werden, und ein Asla (Geresch) ohne Kadma. Dann wird dieses als „Azla-geresh“ oder einfach als Geresch bezeichnet. Kadma-we-Asla wird oft durch Gerschajim ersetzt, der die gleichen Aufgaben wie Kadma-we-Asla erfüllt. Gerschajim geht auch – so wie Kadma-we-Asla – folgende Zeichen voraus: Mahpach, Tewir und Rewia.

### Kadma-we-Asla
Es entsteht wenn ein Wort das Betonungszeichen Geresch (bzw. Asla) trägt. Wenn sich zusätzlich ein anderes vorhergehendes Wort auf dieses bezieht, dann wird der Vorgänger mit dem konjunktiven Betonungszeichen Kadma ausgestattet. Das so entstandene Wörterpaar wird nach diesen Betonungszeichen entweder Kadma-Geresch oder Kadma-Asla genannt. Kadma-we-Asla erscheint 1733 mal in der Tora. Die Symbole von Kadma-we-Asla ähneln laut Rosenberg den gekrümmten Fingern zweier ausgestreckter Hände. Jacobson illustriert dies am Beispiel Numeri 7,11  (נָשִׂ֨יא אֶחָ֜ד). Zudem erscheint Kadma-we-Asla in Numeri 35,5  (וְאֶת־פְּאַת־נֶגֶב֩ אַלְפַּ֨יִם בָּאַמָּ֜ה).

### Kadma-we-Asla und Telischa Ketanna
Wenn sich zusätzlich ein anderes vorhergehendes Wort auf das Paar Kadma-we-Asla bezieht, dann wird der Vorgänger mit dem konjunktiven Betonungszeichen Telischa Ketanna ausgestattet.
Jacobson illustriert dies an den Beispielen Exodus 38,1  (חָמֵשׁ֩ אַמֹּ֨ות אָרְכֹּ֜ו), Numeri 20,6  (וַיָּבֹא֩ מֹשֶׁ֨ה וְאַהֲרֹ֜ן), Levitikus 11,42  (כֹּל֩ הֹולֵ֨ךְ עַל־גָּחֹ֜ון), Deuteronomium 28,69  (אֵלֶּה֩ דִבְרֵ֨י הַבְּרִ֜ית), Genesis 19,30  (וַיַּעַל֩ לֹ֨וט מִצֹּ֜ועַר).

### Kadma-we-Asla und Telischa Ketanna und Munach
Wenn noch ein weiteres vorhergehendes Wort folgt, das sich auf Kadma-we-Asla bezieht, wird das Betonungszeichen Munach verwendet.
Jacobson illustriert dies an den Beispielen Genesis 50,13  (אֲשֶׁ֣ר קָנָה֩ אַבְרָהָ֨ם אֶת־הַשָּׂדֶ֜ה), Genesis 12,5  (וַיִּקַּ֣ח אַבְרָם֩ אֶת־שָׂרַ֨י אִשְׁתֹּ֜ו), Exodus 15,19  (כִּ֣י בָא֩ ס֨וּס פַּרְעֹ֜ה), Exodus 27,18  (אֹ֣רֶךְ הֶֽחָצֵר֩ מֵאָ֨ה בָֽאַמָּ֜ה), Genesis 38,11  (וַיֹּ֣אמֶר יְהוּדָה֩ לְתָמָ֨ר כַּלָּתֹ֜ו).

### Melodien
Laut der The Jewish Encyclopedia 1901–1906 Band III beschreibt Francis Lyon Cohen (1862–1934) – Autor von The Handbook of Synagogue Music (1889) und Song in the Synagogue in The Musical Times (London, 1899) – zahlreiche individuelle Melodien für Kadma-we-Asla:
- Pentateuch: aschkenasisch, sephardisch, aus Marokko, Ägypten und Syrien sowie aus Bagdad.
- Propheten und Haftara: aschkenasisch, sephardisch sowie aus Bagdad.
- Esther: aschkenasisch, sephardisch.
- Klagelieder: aschkensiasch, sephardisch sowie aus Marokko, Ägypten und Syrien.
- Ruth: sephardisch

### Konkordanzen
| Buch             | Kadma we-Asla ֨ ֜ |
| ---------------- | --------------- |
| Torah            | 1733            |
| בְּרֵאשִׁית Bereschit | 427             |
| שִׁמוֹת Schemot     | 373             |
| וַיִּקְרׇא Wajikra    | 307             |
| בְּמִדְבַּר Bemidbar   | 393             |
| דְּבָרִים Dewarim    | 413             |
| נְבִיאִים Newi'im   | 1492            |
| כְּתוּבִים Ketuwim   | 1240            |